# بوكوورث (كامبريدجشير)
بوكوورث (بالإنجليزية: Buckworth)‏ هي قرية وأبرشية مدنية تقع في المملكة المتحدة في إنجلترا. يقدر عدد سكانها بـ 181 نسمة .